# Luciano Rossi
Luciano Rossi, född 28 november 1934 i Rom, död 29 maj 2005 i samma stad, var en italiensk skådespelare.

## Roller i urval
- 1967 – Kaparkaptenen Peyrol
- 1967 – 10.000 dollar för sheriffen från Middletown
- 1969 – Fascisten
- 1970 – Dom kallar mej Trinity - djävulens högra hand
- 1976 – Napoli violenta
- 1977 – Gestapos blodiga nätter
- 1977 – Supersnutarna
- 1980 – City of the Living Dead
- 1980 – The Smuggler
- 1987 – Länge leve värdinnan!